# 松平忠久 (衆議院議員)
松平 忠久（まつだいら ただひさ、1904年〈明治37年〉2月11日 - 1991年〈平成3年〉10月27日）は、日本の外交官、政治家、実業家。衆議院議員。

## 経歴
長野県小県郡（現・上田市）出身。1925年（大正14年）、東京外国語学校（現・東京外国語大学）中国語科を卒業し、1930年（昭和5年）、広東嶺南大学（現・中山大学）を卒業。さらに、北京大学、ミシガン大学で学んだ。1930年（昭和5年）、外務省に入省し広東書記生に任官。1934年（昭和9年）10月、高等試験外交科試験に合格。以後、上海大使館報道部長、広東領事、南京領事などを歴任。
1951年（昭和26年）、長野県副知事に就任。1953年（昭和28年）4月の第26回衆議院議員総選挙で旧長野2区に右派社会党から出馬し当選。その後、第27回から第30回までと第32回総選挙で当選し、衆議院議員を通算6期務めた。この間、衆議院物価問題に関する特別委員長、日本社会党国際団体部長、同中小企業部長、同日中国交回復特別委員長、同中央執行委員、同長野県本部委員長などを歴任。1972年（昭和47年）の第33回総選挙では次点で落選した。
その他、信濃園芸種苗社長、長野県種苗生産販売協同組合理事長、県農業生産改良協会副会長、日中友好協会理事、日中文教協会理事長などを歴任した。